# علوی‌کلا (ساری)
علویکلا، روستایی از توابع بخش کلیجان‌رستاق شهرستان ساری در استان مازندران ایران است.

## جمعیت
این روستا در دهستان کلیجان‌رستاق علیا قرار داشته و براساس آخرین سرشماری مرکز آمار ایران که در سال ۱۳۸۵ صورت گرفته، جمعیت آن ۲۳۸نفر (۶۳خانوار) بوده‌است.